# Steinbecke (Möhne)

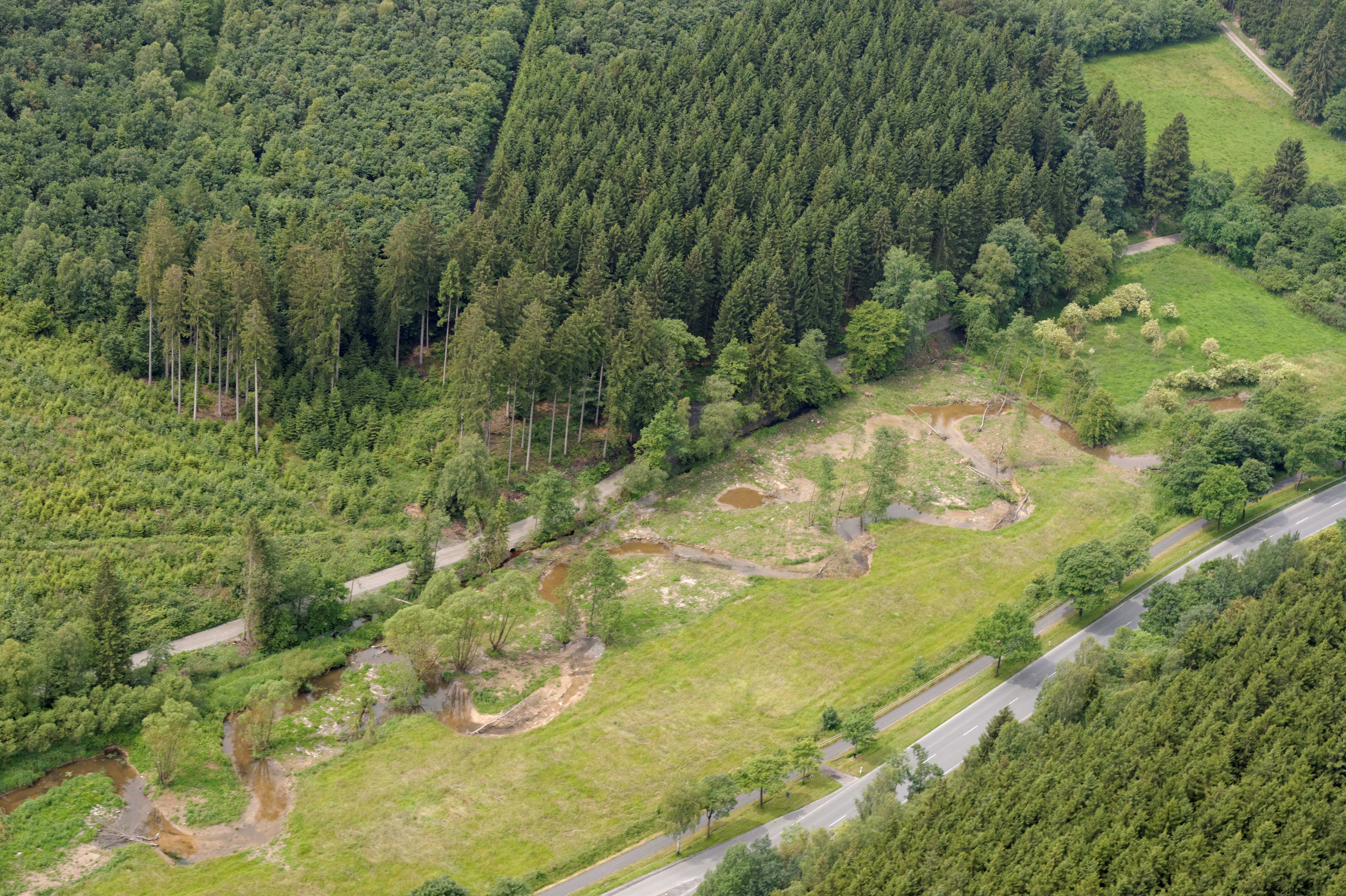
Mündungsbereich der Steinbecke in die Möhne am rechten Bildrand, wobei Bäume die Sicht auf Mündung versperren

Die Steinbecke ist ein 3,1 km langer, orografisch linker Nebenfluss der Möhne im nordrhein-westfälischen Brilon, Deutschland.

## Geographie
Der Bach entspringt nordwestlich von Scharfenberg auf einer Höhe von 451 m ü. NN. Er fließt vorrangig in nordöstliche Richtungen. Dabei nimmt er zahlreiche kürzere, von den umliegenden Höhen abfließende Bäche auf. Nach 3,1 km mündet der Bach auf 352 m ü. NN linksseitig in die Möhne. Die Mündung liegt etwa 2,4 km nördlich von Scharfenberg und 3 km nordwestlich von Wülfte.
Der Höhenunterschied zwischen Quelle und Mündung beträgt etwa 99 Meter. Daraus resultiert ein mittleres Sohlgefälle von 31,9 ‰. Das etwa 2,49 km² große Einzugsgebiet wird über Möhne, Ruhr und Rhein zur Nordsee hin entwässert.
Die Steinbecke befindet sich von der Quelle bis zur Möhne im Naturschutzgebiet Steinbecke.